# 시구레 (시라쓰유급 구축함)

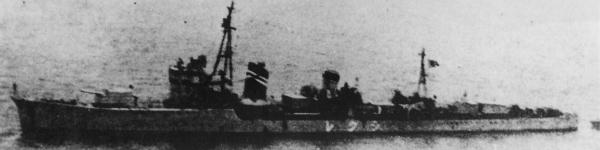

시구레(時雨, ”Drizzle”)는 시라쓰유급 구축함의 2번함으로, 마루이치 계획 아래 만들어진 첫 함정이다.
어원은 "늦가을 이슬비" 정도의 뜻이며, 유키카제와 더불어 여러 번의 전투에서 홀로 살아오곤 하여 "행운함" 또는 "불침함"의 명성을 얻어갔으나, 1945년 1월 25일 시암 만에서 미국 잠수함 블랙핀에게 침몰되었다.

## 요약
시라츠유 급 구축함은 하츠하루 급의 개량된 급으로, 일본 해군 전략 계획에 의하면 주 공격 함대에서 태평양을 가로질러 다가오는 미국 해군에게 밤낮으로 어뢰공격을 하는 역할을 수행하도록 만들어졌다. 건조 시점에서는 구축함 중에서는 세계에서 가장 강한 급이었지만, 태평양 전쟁에서 아무도 살아남지 못했다. 시구레는 우라가 조선소에서 1933년 12월 9일 만들어지기 시작하여 1935년 5월 18일 진수되고 1936년 11월 7일 취역하였다.

## 이력
- 1941년 진주만 습격때에는, 시구레는 일본제국해군 1함대의 1구축함 전대의 27구축함 분대에 소속되어, 일본 영해에서 대 잠수함 순찰 및 일본 주력 함대 호위 임무에 종사하였다.

- 1942년 초 호위임무에 편성되어, 항공모함 즈이호를 다바오까지, 항공모함 쇼가쿠와 즈이카구를 트럭 섬까지 호위하였다.

- 5월 7일 산호해 해전에서 타케오 타카기 제독의 공격함대를 호위하였다.

- 6월 4~6일 미드웨이 해전에서는 시로 타가스 제독의 알류샨 열도 공격함대에 참여하였다.

- 6월 14일 미드웨이 작전이 취소된 다음 일본제국해군 2함대에 재편성되었다.

- 8월 중순 함대를 트럭 섬까지 호위하였고, 마킨 습격 뒤 마킨 환초까지 병력 수송선을 호위하였다.

- 9월 잘루잇의 근거지에서, 길버트 제도의 아베마마와 산타크루즈 제도의 엔데니를 경비하였다.

- 9월 24일 팔라우에서 라바우로 이동하는 병력 수송선을 호위하였다.

- 10~11월 과달카날로 병력을 수송하는 "도쿄 특급"의 8척 중 하나로 참여하였다.

- 11월 12일 밤에서 13일에 걸친 1차 과달카날 해전에서 엄호 함대로 참가하여 전투는 없었고, 침몰한 전함 히에이의 생존자들을 구조하였다.

- 연말에 항공모함 쥬요를 트럭 섬에서 요코스카 기지까지 호위하고 트럭 섬으로 돌아갔다.

1943년
- 1월 중순 트럭 섬에서 쇼트랜드로 가는 병력 수송선을 호위하였고, 과달카날에서 탈출하는 병력을 엄호하는 "KE 작전"에 참가하였다.

- 2월 중순 사세보 항으로 수리를 위해 돌아왔다.

- 3월 중순 트럭 섬으로 돌아갔고, 전함 무사시가 트럭에서 요코스카로 복귀하는 것을 호위하였다.

- 6월 21일 트럭으로 돌아와 경순양함 나가라를 따라다니며 솔로몬 제도 주변의 다양한 임무에 할당되었다.

- 7월 20일 일본제국해군 2함대에 다시 소속되었다.

- 7월 27일 레카타 만으로 향하는 "도쿄 특급" 병력 수송에 참가하였다.

- 8월 1일 콜롬방가라로 향하였다.

- 8월 6일부터 7일사이 벌어진 벨라 만 전투에 참가한 4척의 구축함 중 유일하게 살아돌아왔다.

- 8월 17일부터 18일 사이에 벌어진 호라니우 전투에서 벨라라벨라로 병력을 수송하는 임무 동안 미국해군과 접촉했으니 무사했다.

- 8월 말, 두 부대를 라카타 만으로 탈출시키는 임무를 받았다, 그 중 하나는 취소되었고,

- 9월에 투루부, 부카, 파푸아뉴기니아로 탈출시켰다.

- 10월 6~7일에 벌어진 벨라라벨라 해전에서 병력 철수를 엄호하였고, 미국 구축함 셀프리지에게 막대한 피해를 입혔다.

- 10월 내내 뉴기니아에서 네 군데의 철수작전에 참가하였다.

- 11월 2일 엠프레스오거스타 만 전투에서, 미국 순양함과 구축함 함대를 만났으나 무사했다.

- 11월 6일 부카로 향하는 마지막 부대 이동 작전에서, 수송선단을 라바울에서 트럭까지 호위하고,

- 11월 10일 수송선 도쿄 마루의 생존자 70명을 구조하였다.

- 11월 중순 수리를 위해 사세보로 돌아왔다.

- 12월 24일 사세보를 떠났다가 분고 해협에서 어선과 충돌해서 수리르 위해 사세보로 다시 돌아왔다.

1944년
- 1월 급양선 이라코를 요코스카로부터 트럭까지 호위하였고,

- 2월 초 유조선을 트럭에서 타라칸과 발크파판으로 호위하였다. 트럭에서 미해군 비행기의 공습으로 2번 포탑에 직격탄을 얻어맞고 21명이 사망하고 45명이 다치는 큰 피해를 입었고, 응급수리를 위해 팔라우로 물러났다,

- 3월 22일 사세보로 돌아왔고, 부서진 포탑이 제거되고 2개의 3연장 96식 대공포대로 교체되었다.

- 5월 11일 수리가 끝났고, 전함 무사시와 항공모함 치토세, 치요다, 즈이호를 타위타위까지, 이후 다바오까지 호위하였다.

- 6월 미군 상륙작전에 대응하는 곤 작전(비악 증원작전)에 할당되었다.

- 6월 8일 구축함 하루사메의 생존자 110명을 구조하였고, 연합군 순양함과 구축함 부대와 전투를 벌이게 되어 2발 얻어맞고 사망자7명 부상자 15명의 피해를 입었다.

- 6월 19~20일에 걸쳐 해군제독 타카츠구 조지마의 B함대 소속으로 필리핀 해 해전에 참가하였고, 항공모함 히요의 생존자 구조를 도왔다.

- 7월 구레에서 오키나와로 향하는 병력 수송선 호송업무에 할당되었다.

- 8월 순양함 기누와 싱가폴에서 브루나이, 마닐라, 팔라우로의 수송업무를 하고 세부를 통해 돌아왔다.

- 10월 22일 레이테 만 해전에 참전하기 위해 링가만의 브루나이에서 출격하였다.

- 10월 24일 1번 포탑에 직격탄을 얻어맞고 작은 피해를 입었으며, 사망자 5명과 부상자 6명의 피해를 입었다.

- 10월 25일 수리가오 해협 해전에서는 1발의 직격탄과 7발의 지근탄을 맞고 통신기, 나침반, 조타기에 이전보다 더 큰 피해를 입었다. 하지만 같이 출격한 남쪽부대의 전함 야마시로, 후소, 순양함 모가미를 포함한 7척 중 유일하게 살아남았다.

- 10월 27일 절름거리며 브루나이로 돌아왔다.

- 11월 수리를 위하여 사세보로 돌아가는 중 11월 8일 민도로 근해에서 USS 그로울러를 다른 호위함들과 협력으로 격침시켰다.

- 11월 15일 일본제국해군 5함대에 재할당되고,

- 11월 20일 일본제국해군 2함대에 재할당되고,

- 12월 17일 항공모함 운류와 함께 구레항을 떠나 마닐라로 향하였다. 운류가 USS 레드피시 잠수함에게 침몰당한 다음, 구축함 모미와 함께 146명의 생존자를 구조하였다.

- 1945년 1월 25일 홍콩에서 싱가폴로 가는 수송선단을 호위하는 중 시암 만의 대략 말레이시아의 코타 바루에서 동쪽으로 260km 떨어진, 북위 6도 동경 103도 48분의 바다에서 미국 잠수함 블랙핀의 어뢰를 얻어맞고 침몰하였다. 천천히 가라앉았고, 승조원 중 270명이 탈출 할 수 있었으나, 37명은 사망하였다. 생존자들은 호위함 칸주 와 미아케에게 구조되었다.

- 시구레는 1945년 3월 10일 해군 목록에서 삭제되었다.